# Képosz
A Képosz (görögül  Κήπος, a. m. ’kert’) egy kiterjedt kert volt az ókori Athén külterületén, amelyet i. e. 306-ban Epikurosz 80 mináért megvásárolt, és itt rendezte be filozófiai iskoláját. I. e. 270-ben bekövetkezett haláláig itt élt mintegy kétszáz tanítványával (pl. Métrodórosz, Hermarkhosz, Kólótész) az általa vezetett, a közélettől elforduló, szerény életvitelű, kommunaszerű közösségben, amelynek rabszolgák és hetérák is tagjai lehettek. Epikurosz szellemisége halála után is egyben tartotta követőit, akiket először Hermarkhosz vezetett. A későbbi évszázadokban a képoszi iskola fennmaradásáért küzdött, mígnem Marcus Aurelius halálával, a 2. század végén megszűnt. Az epikureus irányzatot nevezik a Képosz, vagyis a kert filozófiájának is.